# Логачівка
Лога́чівка — село в Україні, у Харківському районі Харківської області. Населення становить 512 осіб. Колишній орган місцевого самоврядування — Пономаренківська сільська рада. З 2016 року у складі Роганської громади.

## Географія
Село Логачівка знаходиться на одному з витоків річки Студенок, нижче за течією на відстані 1 км розташовані села Лелюки, Пономаренки і Хроли. На відстані 1 км знаходиться межа міста Харків (селище імені Фрунзе).

## Історія
- Село вперше згадується у 1782 році. Початкова назва - хутір Нікольський. Найперший власник села - поміщик Микола Амвросійович Логачов[2]
- У вересні 2012 року частину села (вулиці Кременчуцька, Олімпійська, Садова) було включено в межі міста Харкова.[3]